# 마이크로소프트 오피스 2019
마이크로소프트 오피스 2019(영어: Microsoft Office 2019)은 마이크로소프트 오피스 2016의 차기 버전이다. 2018년 하반기에 출시하였다. 다만, 2025년 10월 14일에 마이크로소프트 오피스 2016과 같이 확장 지원이 종료될 예정이다.

## 역사 및 개발
2018년 4월 개발자를 대상으로 한 프리뷰가 출시되었고, 2018년 5월 4일에 일반 사용자용 미리보기가 출시되었다.

## 새로운 기능
Office 2019는 이전에 Office 365를 통해 제공되었던 많은 기능들을 포함하고 있으며, 향상된 잉크 기능, Word의 LaTeX 지원, PowerPoint의 Morph 및 Zoom 기능을 포함한 새로운 애니메이션 기능, 그리고 Excel의 데이터 분석을 위한 새로운 수식과 차트 등을 제공한다.
OneNote는 이 제품군에 포함되어 있지 않으며, Windows에 기본 탑재된 범용 Windows 플랫폼(UWP) 버전의 OneNote가 이를 대체한다. 다만, Office 설치 관리자에서 선택적으로 OneNote 2016을 설치할 수 있다.
Mac 사용자에게는 Word에 집중 모드(Focus Mode)가 추가되었고, Excel에는 2D 지도 기능이, PowerPoint에는 Morph 전환, SVG 지원, 4K 비디오 내보내기 기능 등이 도입되는 등 여러 기능이 향상되었다.
비록 같은 달에 출시되었지만, Word, Excel, PowerPoint, Outlook에 적용된 새로운 Office 사용자 인터페이스는 Office 365 구독자만 이용 가능하며, Office 2019 영구 라이선스 사용자에게는 제공되지 않는다.
Mac용 Office 2019는 2023년 10월 10일까지 업데이트를 제공받았으며, 이 날을 기준으로 지원이 종료되어 더 이상 업데이트되지 않는다.

## 배치
macOS용 오피스는 마이크로소프트 웹사이트 또는 맥 앱 스토어를 통해 설치 파일을 획득할 수 있다.
Office 2013 및 2016의 경우, 클라이언트 앱을 포함한 여러 에디션이 Click-To-Run(마이크로소프트 App-V에서 영감을 받은 방식) 형식과 기존의 Windows Installer(MSI) 형식 모두로 제공되었다. 그러나 Office 2019의 클라이언트 앱은 Click-To-Run 설치 방식만을 제공하며, 전통적인 MSI 설치 형식은 서버용 앱에만 적용된다. Click-To-Run 버전은 설치 용량이 더 작으며, 예를 들어 Microsoft Office 2019 Pro Plus의 경우, Office 2016 Pro Plus의 MSI 버전보다 약 10GB 적은 용량을 요구한다.
Office 2019의 볼륨 라이선스 버전은 Microsoft Volume Licensing Service Center에서 직접 다운로드할 수 없으며, configuration.xml 파일을 사용하여 구성하고, 명령줄에서 Office Deployment Tool(ODT)을 실행하여 배포해야 한다.